# アンダートン船舶昇降機

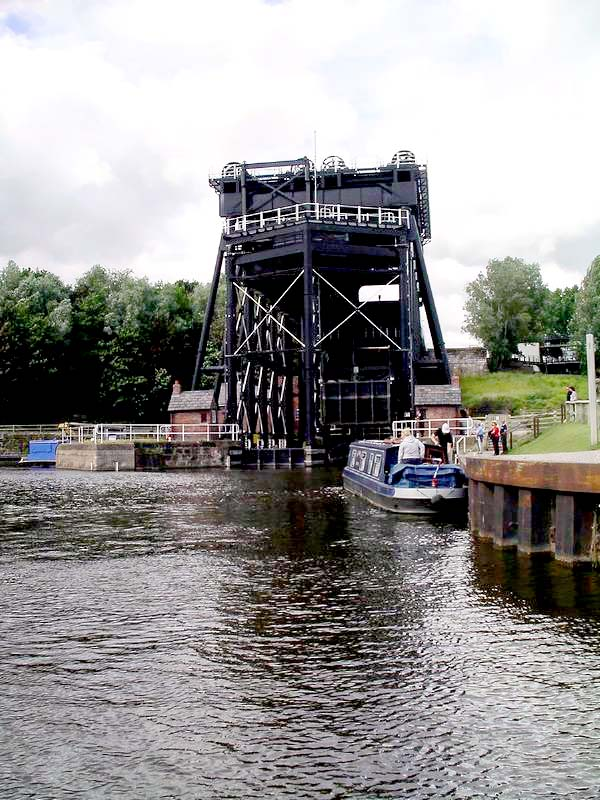
アンダートン船舶昇降機

アンダートン船舶昇降機は、イングランド北西のチェシャー、アンダートン村近くにある船舶昇降機。航行可能水路であるウエバ河とトレント-マセイ運河の高低差15.2メートルを垂直に結んでいる。
この船舶昇降機は西暦1875年に建設され、1983年に崩壊し閉鎖されるまで100年以上使われた。2001年に再生に向けての作業が始まり2002年に再開した。この昇降機と付属する訪問者施設およびその展示は、英国水路局により行われている。イギリスにて稼働するただ二つの船舶昇降機である。もうひとつは、スコットランドのファルカーク・ホイールである。

## 経済背景
ローマ時代からチェシャー平原の下の岩塩鉱床から塩が抽出されていた。17世紀の終わり迄には、主要な岩塩鉱山産業の発展により、チェシャー付近に「塩の町」と呼ばれるノルビッチ、ミドルビチ、ナンビチ、ウインスフォードができた。
1734年のウエバ河航路の完成によって、ウインスフォードからノルビチを経てウエバ河がマセイ河に合流するフロジャムまでの塩輸送路ができた。一方、1777年にトレント-マセイ運河が開通した。この運河はウエバ河航路に沿っており、より南方のストーク付近の炭坑と陶磁器の産地まで伸びていた。
二つの航路の所有者は、お互い戦うより一緒に働いた方がより利潤があると決断した。1793年には船溜りが、アンダートンでウエバ河の北岸で掘られ、それにより河が15.2米上にある運河の斜面の元迄伸びた。二つの巻上機、塩滑りと石炭港にある巨大な飼い葉台をまねた船台がある、財積換え施設が二つの航路間で建設された。1801年に建設された第二岸壁にもこれらは拡張され、1831年には舟溜りへの第二入り口が建設された。

## 計画と設計
1870年までに、アンダートン舟溜りは双方向の主要な積換え場となり、巨大な倉庫、3個の独立倍船台と4個の塩滑りがあった。しかし、積換えは時間も費用も要したため、ウエバ航路管財人は2つの航路がお互い直接通過できることを許す必要があると考えた。閘門が試案されたが、適当な場所が無く、運用による水の浪費のために捨てられた。1870年に、管財人は航路間に昇降機を公式提案した。アンダートン船溜まりは明らかにその船舶昇降機を設置すべき地点であった。管財人とトレント・マセイ運河の所有者は、北スタホドシャー鉄道会社に、費用の負担を依頼した。この交渉は失敗し、管財人は自らの予算で進めることとした。

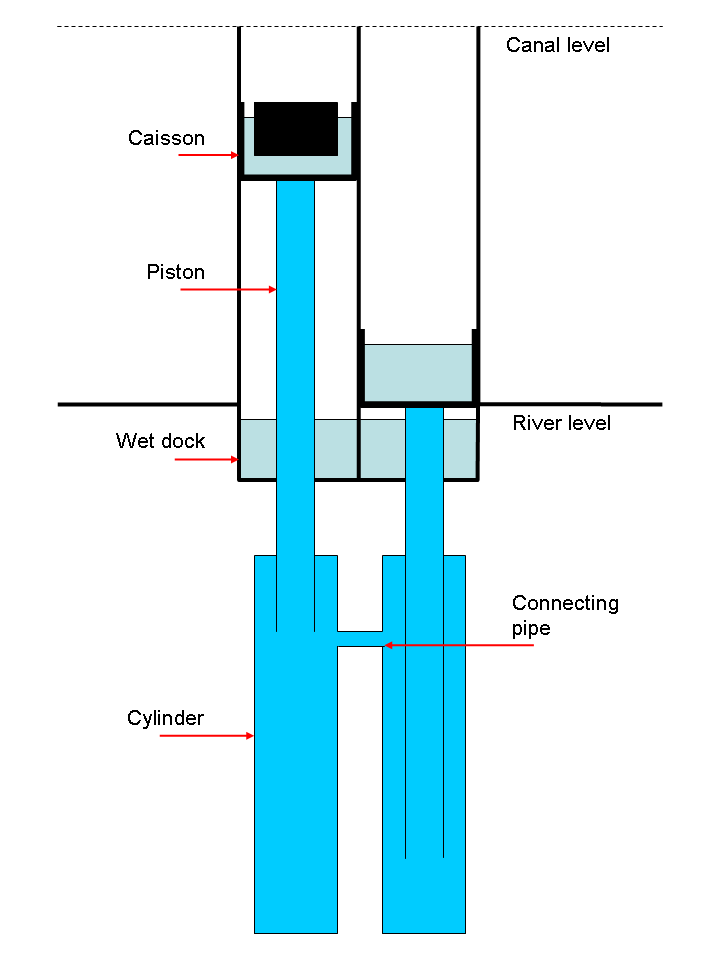
アンダートン船舶昇降機- 当初の水力運用 (not to scale).

管財人は、技師頭のエドワード・リーダ・ウイリアムスに船舶昇降機の設計を依頼した。リーダ・ウイリアムスは熟慮の末、お互いに平衡錘となることで昇降に僅かの動力しか要らない水満の対の函を用いることを提案した。鎖を頭上の平衡輪を経て対の函を繋ぐ類似の船舶昇降機が、1835年に大西部運河で完成していた。この設計は、負荷函を支える巨大な石作りの上部構造を必要とした。リーダ・ウイリアムスは、水封の水力芯棒を用いて函を支えたら、地下に埋められた芯棒と筒で重量を支えるので、とても小さな上部構造が使えることを発見した。彼は水力技師のエドウィン・クラークが設計・実験したロンドンの王立廢船渠の水力船舶昇降機と乾渠をみてヒントを得たのかもしれない。
船舶昇降機は水力芯棒案に決定し、リーダ・ウイリアムスはエドウィン・クラークを主設計者に任命した。その時、アンダートン船溜りは、ウエバ河北岸の開口で、小島を囲んでいた。この島に建設することとした。二つの錬鉄の函は長さ22.9メートルで幅4.7メートル深さ2.9メートルであり、夫々二艘の21.9メートルナロウボートか幅4メートルまでの艀を収容できた。各々の函は252トン（満水時。空では90トン）である。排水により、船舶の有無にかかわらず重量は同じである。おのおのの函は一つの鋳鉄の垂直な芯棒（長さ15.2メートル、内径0.9メートル）で支えられ、埋められた筒（長さ15.2メートル、直径1.7メートル）の中で移動する。河の高さでは、函は水に満たされた砂岩張りの部屋にある。地上の上部構造は、函の案内と上部作業場、歩道と取り付け階段の支えをする7本の鋳鉄管の柱からなる。上部では、トレント・マセイ運河と50.3メートルの両端に錬鉄製の水門のある錬鉄製水路橋で連結された。
通常の運用では、2本の水力芯棒は5インチの管で直接的に接続され、水が動くことにより重い函が降り、軽い函が上昇した。昇降の始めと終わりには、調整のために各筒が独立に蓄電池か上部にある10馬力の蒸気機関で初期化されている圧力容器にて駆動された。必要ならば、蒸気機関と蓄電池にて1つの水力芯棒を駆動させ別々に函を昇降できた。これには、30分かかった、通常の運行は3分であった。

## 建設
1871年10月、ウエバ航路管財人は特別会を開き、
ウエバ河と北スタフォード運河のアンダートンに於ける相互交通のために、昇降機と舟溜りと付随する作業の必要性を検討し、斯様な作業を認可する法を議会に提出する
を解決した。
1872年7月、ウエバ航路1872年法は王に承諾され、建設の認可が得られた。建設の契約は、ストックポートとリヴァプールのエマソン・マガトイド会社とされた。作業は1872年末までに開始され、30ヶ月かかった。アンダートン船舶昇降機は1875年7月26日に公式に開業した。総工費は48,428ポンドであった。

## 水力運用の問題
始めの五年間はうまく運用した。最も長い閉鎖は寒冷にて運河が凍結したときであった。しかし、1852年にひとつの鋳鉄筒が運河の高さで船が居る時に爆発した。函は迅速に下降したが、幸いなことに爆発した芯棒から流れ出る水が下降速度を遅らせ、水のある河の高さの渠が衝撃を和らげた。怪我人は無く、上部構造は壊れなかった。引き続いた試験で、他方の筒も不全であり半年に亘り閉鎖され、筒の部分と関連していると考えられた接続筒が再設計され、取り替えられた。
1880年から1890年にわたり、交通量は増加したが、水力筒の問題が続いた。芯棒が筒に沿い動く部分は一方が1887年に一時的に改修され、1891年に交換された。他方は1894年に交換された。しかし、主たる心配は、芯棒の崩壊であった。運河の水を駆動用にと下部渠に用い、それに芯棒が浸っていることにより、崩壊し溝ができた。銅にてこの溝を補修する試みは、事態を悪化させた。銅は、酸性の運河の水と電気化学的に反応し周囲の鉄の崩壊を進めた。1897年より蒸留水に変更されたが、崩壊速度は遅くなったが進むことを止めなかった。その後数年間、維持と補修の頻度は増した。各回、数週間の閉鎖を要し、一つの函のみでゆっくり運用した。

## 電気運用への変換
1904年迄に管財人は水力芯棒を取り替える為に、かなりの期間の閉鎖と直面することとなった。このとき、技師頭のコロネル・ジェイ・エイ・サナに他の解法を尋ねた。サナは、水力芯棒を電動機と平衡錘、天井滑車に置き換え、函が独立に運用できるように提案した。この系は、水圧系より多くの可動部分があるが、地上にあるため近寄りやすいため、安価で簡単な維持が可能である。

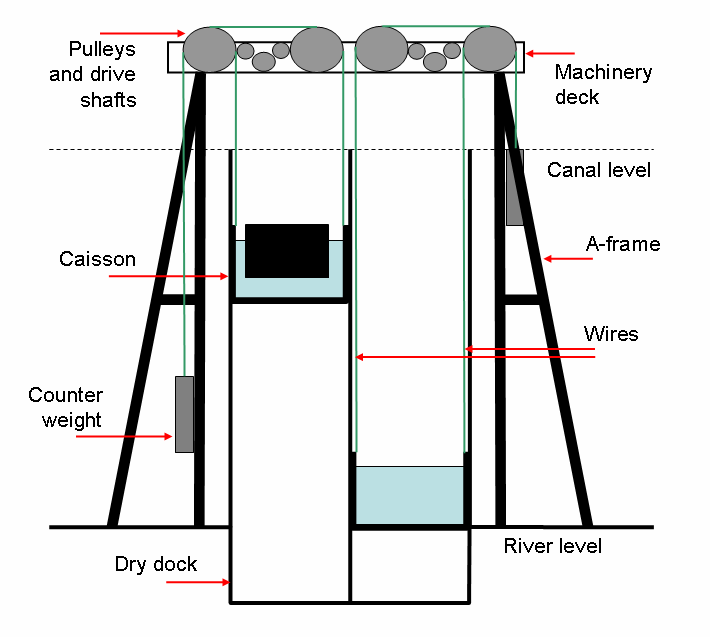
アンダートン船舶昇降機- 電力運用変換後の図式、 (not to scale). 函が、独立して運用できることに注目

函と平衡錘の全荷重が、上部構造にかかるので、大規模な補強と丈夫な基礎構造がいる。しかし、当初の枠組みのまわりに別の上部構造を造ることにより、サナはごく短期間の閉鎖でこの変換ができることを約束した。
新規の上部構造は、横に各5、合計10の三角の鉄製枠で水面上18米に機械室を支える。電動機、駆動軸と鋳鉄歯車滑車は機械室に設置される。鋼製牽索は函の両脇にとりつけられ、滑車を経て各18合計36の平衡錘とつながる。夫々の平衡錘は14屯あるので合計252屯で、函と平衡する。電動機は、滑車と軸受けの摩擦に対応する。30馬力のものが設置されたが、通常は半分で運用された。
新規の基礎と上部構造に足して、河の標高の渠を乾渠と変更され、運河と昇降機の間の水路橋をまっすぐにされた。当初の函はそのまま使われたが、鋼製牽索が側面につながるようにされた。
1906年から1908年にかけて変換工事が行われた。サナが約束したように、合計三回49日の閉鎖のみであった。変換された昇降機は、1906年7月29日に公式開業した。尤も、一つの函は、もう一つが変換工事をしている時に5月から電気で運用していた。

## 変換後の運用
電気運用に変換後、75年にわたり昇降機は成功した。通常の維持管理は必要であった。特に、函を支える鋼製牽索は滑車を通るときの繰り返す曲げ延ばしにより疲労したので、頻回に交換を要した。しかし、昇降機の機械装置は地上にあるため以前より簡単であった。また、函が独立して運用できるため費用は少なくなった。殆どの管理作業は、一つの函を運用しながら行ったので、長期の閉鎖は避けられた。
塗装も維持作業である。新しい変換後の上部構造は崩壊の可能性がある。崩壊を減らすため、すべての部分が8年毎に保護液と護謨で塗装された。
1941年と1942年に、変換作業中に乾渠の下に放置されていた当初の水力芯棒は鉄の再利用のために取り出された。
1950年代と1960年代に英国運河の商業交通は減った。1970年代には、アンダートン船舶昇降機の交通は、殆どすべて行楽用となり、冬期は殆ど利用がなかった。

## 閉鎖
1983年の塗装作業中に大きな崩壊が上部構造に見つかったため、構造的に不適切とされ閉鎖された。

## 再開

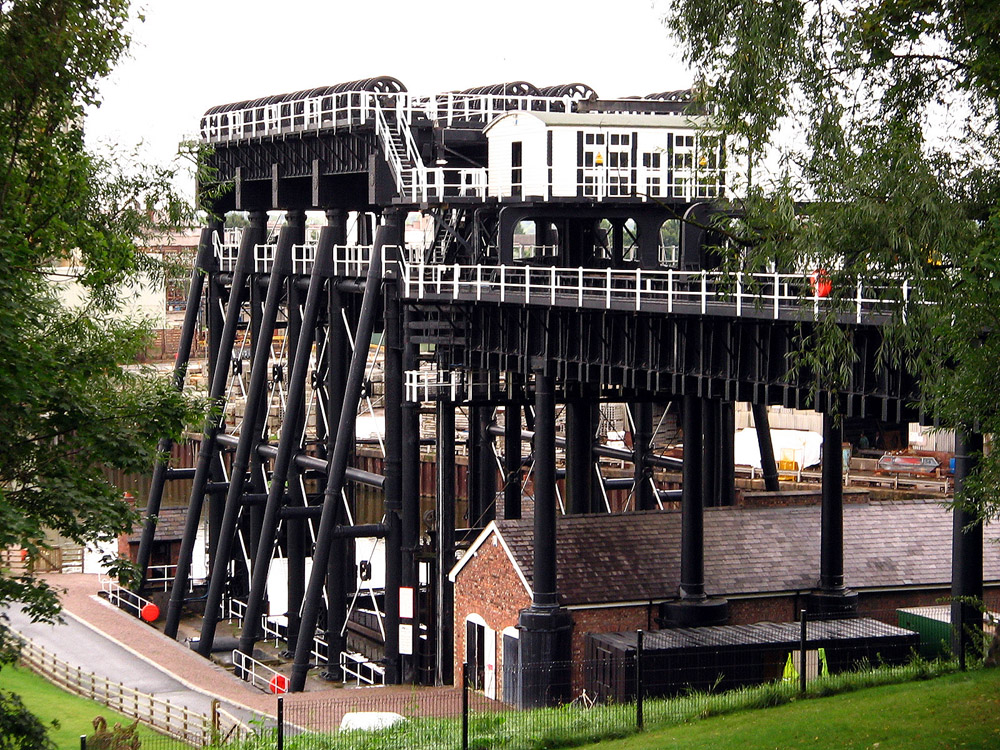
運河から見た、再生された船舶昇降機

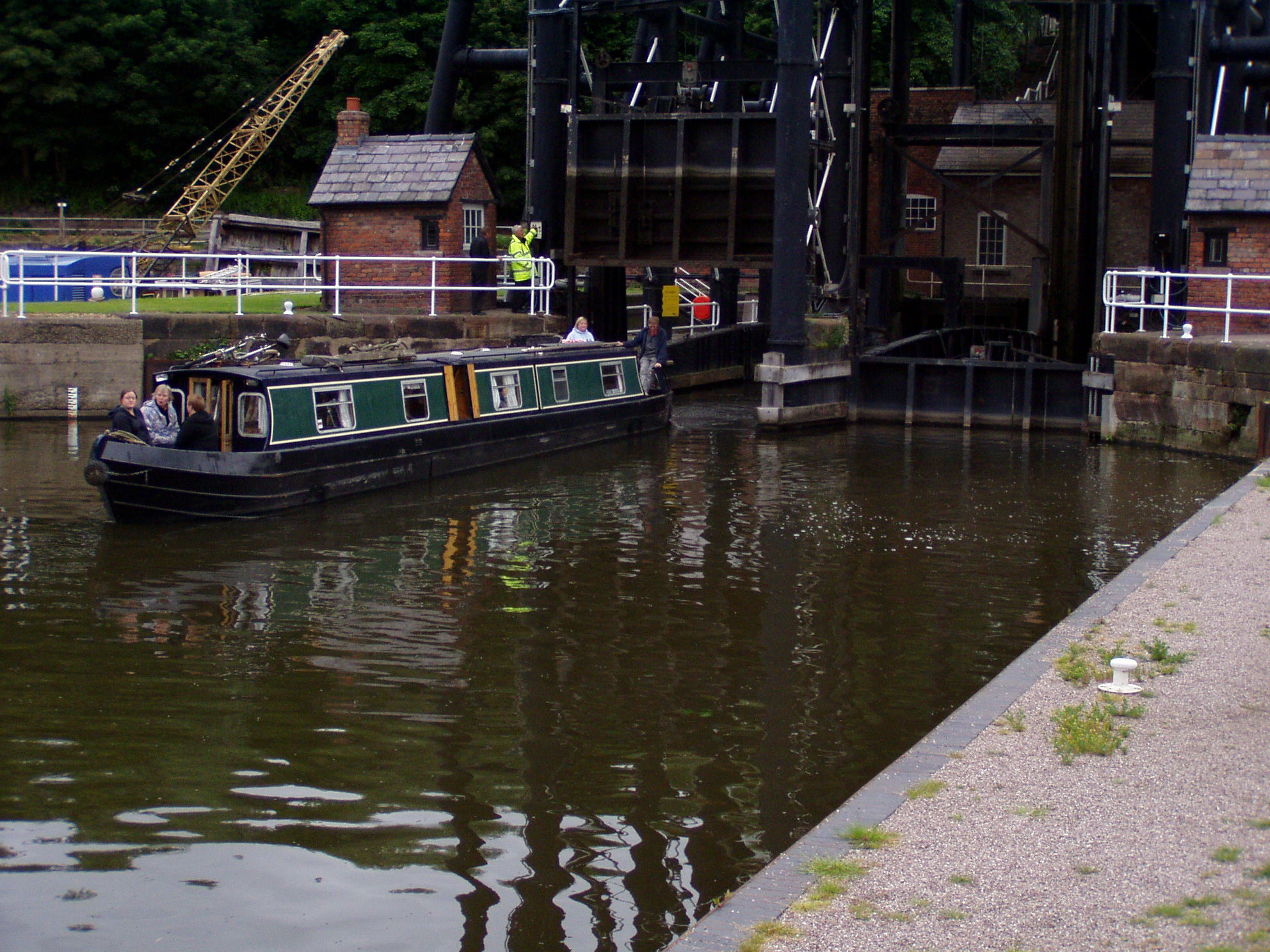
船舶昇降機の基礎からウエバ河へ入る運河船舶

2002年の再開作業後、修正された版の初期の水力系が、再設置された。1906－1908年の外部枠と滑車は、非運用目的に残された。

## 参照項目
- en:Strépy-Thieu boat lift – World's tallest boat lift, in Le Rœulx, province of Hainaut, Belgium
- ファルカーク・ホイール
- en:Peterborough lift lock – World's highest hydraulic boat lift, in Peterborough, Ontario, Canada
- イギリスの運河
- en:Canals in Cheshire

## 資料
1. ↑  Carden, David (2000). “Chapter 1”. The Anderton Boat Lift. Black Dwarf Publications. ISBN 0953302865 .
2. ↑  Carden, David (2000). “Chapter 2”. The Anderton Boat Lift. Black Dwarf Publications. ISBN 0953302865
3. 1 2  Carden, David (2000). “Chapter 3”. The Anderton Boat Lift. Black Dwarf Publications. ISBN 0953302865
4. 1 2 3  Carden, David (2000). “Chapter 4”. The Anderton Boat Lift. Black Dwarf Publications. ISBN 0953302865
5. ↑  Carden, David (2000). “Chapter 5”. The Anderton Boat Lift. Black Dwarf Publications. ISBN 0953302865
6. ↑  Carden, David (2000). “Chapter 6”. The Anderton Boat Lift. Black Dwarf Publications. ISBN 0953302865
7. ↑  Carden, David (2000). “Chapter 7”. The Anderton Boat Lift. Black Dwarf Publications. ISBN 0953302865
8. ↑  Carden, David (2000). “Chapter 8”. The Anderton Boat Lift. Black Dwarf Publications. ISBN 0953302865
9. ↑  Carden, David (2000). “Chapter 9”. The Anderton Boat Lift. Black Dwarf Publications. ISBN 0953302865

- Uhlemann, Hans-Joachim (2002). Canal Lifts and Inclines of the World. Internat. ISBN 0954318110
- Anderton Boat Lift Vital Statistics; British Waterways
- Anderton Boat Lift; The Heritage Trail
- Anderton Boat Lift Information Pack; www.wow4water.net